# Hill Station

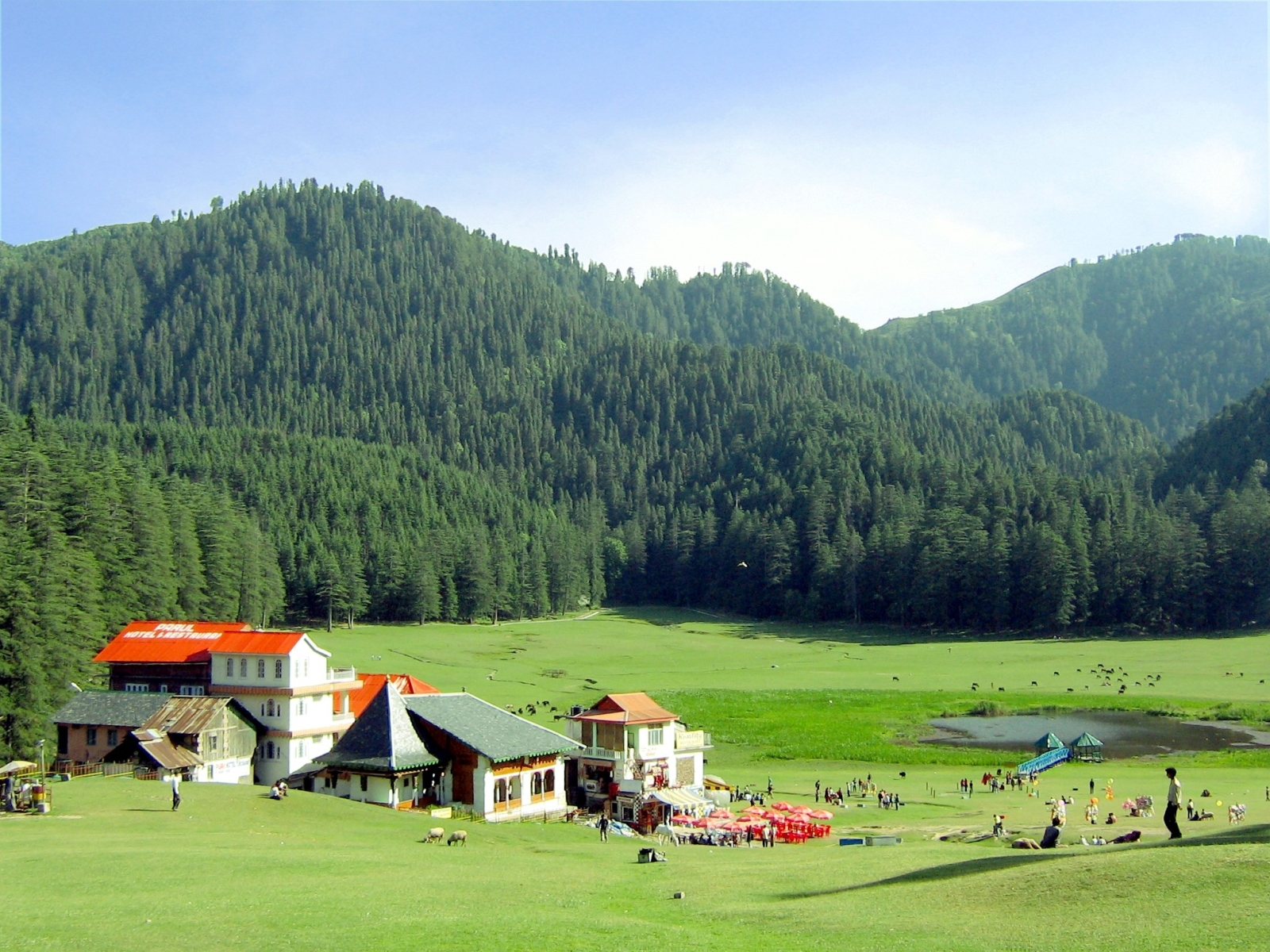
Khajjiar Hill Station, Himachal Pradesh (Indien)

Hill Station bezeichnet von höheren Militärs und Zivilbeamten in Britisch-Indien, seltener auch in anderen Teilen des damaligen britischen Empire, wie Afrika, Nordamerika oder Australien eingerichtete und genutzte Orte, die während der heißen Sommermonate als Rückzugsorte dienten. Der Begriff wird auch heute noch verwendet, vor allem in Indien, wo es den Großteil der Einrichtungen gibt, von denen die meisten in einer Höhe von etwa 1.000 bis 2.500 Metern liegen.

## Lage
Hill Stations wurden aus klimatischen und gesundheitlichen Gründen meist in waldreichen Gegenden und in Höhen über 1000 oder sogar über 1500 m eingerichtet; es gibt aber auch einige wenige – meist in Küstennähe befindliche – sogenannte Hill Stations mit einer Höhe von unter 100 m (z. B. Manipal).

## Tourismus
Viele Hill Stations verfügten über Sanatoriums- und Kureinrichtungen; die meisten wurden von der Britischen Armee initiiert und genutzt. Einige dieser Orte wurden bereits vor den Briten von den regionalen Maharajas oder den in Delhi und Agra residierenden Mogul-Herrschern und ihrem Hofstaat aufgesucht. Viele ehemalige Hill Stations spielen heute eine wichtige Rolle für den regionalen, teilweise sogar für den überregionalen Tourismus. Einige wurden ganz oder teilweise in Naturschutzgebiete integriert bzw. in solche umgewandelt (z. B. die Biligiriranga Hills, Nagarhole oder Pachmarhi).

## Liste der Hill Stations in Indien
| Andhra Pradesh - Araku Valley - Bhadrachalam - Horsley Hills - Lambasingi - Nallamala Hills - Himalaya Darshan Arunachal Pradesh - Along - Bomdila - Itanagar - Khonsa - Tawang - Pankaj - Mutafa Hills Assam - Haflong Chhattisgarh - Chirmiri - Mainpat - Amarkantak Lapha Hill - Chorla Ghat Gujarat - Saputara - Wilson Hills Haryana - Morni Hills Himachal Pradesh - Barog - Baijnath - Bir-Billing - Chamba - Chail - Chitkul - Churdhar Sanctuary - Dalhousie - Dharamkot - Dharamsala - Haripurdhar - Jogindernagar - Kalpa - Kangra - Kasauli - Keylong - Khajjiar - Kiarighat - Kufri - Kullu - McLeod Ganj - Manali - Mashobra - Nahan - Palampur - Ponta Sahib - Rekong Peo - Rewalsar - Sarahan - Sangla - Sundar Nagar - Shimla - Solan - Thaneek Pura Jammu und Kashmir - Bhaderwah - Patnitop - Aru-Tal - Gulmarg - Pahalgam - Srinagar - Yusmarg - Sonamarg - Leh Jharkhand - Hazaribagh - Ranchi - Netarhat | Karnataka - Agumbe - Manipal - Kodachadri - Sagara - Talaguppa - Biligiriranga Hills - Chikkamagaluru - Kemmangundi - Kudremukh - Madikeri - Nagarhole - Somwarpet - Virajpet - Nandi Hills - Kollur - Male Mahadeshwara Hills Kerala - Ayyampuzha - Kodanad - Kuttampuzha - Malayattur - Thattekkad - Devikulam - Munnar - Mattupetty - Chinnakanal - Ramakkalmedu - Nedumkandam - Udumbanchola - Painavu - Kumily - Thekkady - Kuttikkanam - Peermade - Vagamon - Aralam - Iritty - Kanjirakolly - Paithalmala - Ranipuram - Aryankavu - Kulathupuzha - Thenmala - Kottancheri Hills - Mundakayam - Poonjar - Kodencheri - Peruvannamuzhi - Thamarassery - Thiruvambadi - Thusharagiri - Vellarimala - Nilambur - Agali - Nelliampathi - Charalkunnu - Chittar - Gavi - Maniyar - Seethathode - Ponmudi - Vithura - Athirapally - Malakkappara - Vazhachal - Vettilappara - Kalpetta - Lakkidi - Mananthavady - Muthanga - Sultan Bathery - Thirunelli - Vythiri - Agastya Malai - Parambikulam | Madhya Pradesh - Pachmarhi - Amarkantak - Shivpuri - Kundeshwar Maharashtra - Amboli - Chikhaldara - Igatpuri - Jawhar - Karjat - Khandala - Lavasa - Lonavla - Mahabaleshwar - Matheran - Pal (Jalgaon) - Panchgani - Panhala - Toranmal - Malshej Ghat - Bhandardara Meghalaya - Cherrapunji - Jowai - Shillong Mizoram - Aizawl - Lunglei - Champhai - Hmuifang - Reiek Nagaland - Pfutsero Odisha - Daringbadi - Koraput Punjab - Pathankot Rajasthan - Mount Abu - Kumbhal Ghadh Sikkim - Gangtok - Gyalshing - Lachung - Namchi - Pelling - Rangpo - Yuksom - Zuluk - Nathu La - Enchey Monastery - Tashi View point - Ganesh tok - Yumthang Valley - Guru-Dongmar Lake - Rabdentse Ruins - Soreng - Phensang Monastery - Phodong Monastery - Tashiding Monastery - Samdruptse - Buddha Park Tamil Nadu - Coonoor - Javadi Hills - Kodaikanal - Kolli Hills - Kotagiri - Megamalai - Sirumalai - Ooty - Topslip oder Anaimali Hills - Valparai - Yelagiri - Yercaud - Sathuragiri - Manjolai Estate - Nalumukku Estate - Kurangani Hills - Kolukkumalai | Telangana - Anantagiri-Berge Uttarakhand - Almora - Askot - Auli - Badrinath - Bageshwar - Berinag - Bhimtal - Binsar - Chamoli - Champawat - Chaukori - Chopta - Dehradun - Didihat - Dhanaulti - Gangolihat - Garhwal - Jyotirmath - Kausani - Kedarnath - Landour - Haridwar - Lansdowne - Lohaghat - Mukteshwar - Munsiyari - Masuri - Nainital - Nanda Devi - Naukuchiatal - Pauri - Pithoragarh - Tarkeshwar Mahadev - Rishikesh - Rudraprayag - Uttarkashi - Marchula - Ranikhet - Kanatal - Pangot - Abbott Mount - Bhowali - Chakrata - Dharchula - Dwarahat - Gwaldam - Jeolikot - Harsil - Khirsu - Patal Bhuvaneshwar - Ramgarh - Sattal - New Tehri - Rudrapur - Jageshwar - Gopeshwar - Kartik Swami Temple - Gangotri - Yamunotri - Hemkund - Jagtoli Westbengalen - Darjeeling - Kalimpong - Kurseong - Mirik - Lava - Loleygaon - Rishyap - Joychandi Pahar - Ayodhha |

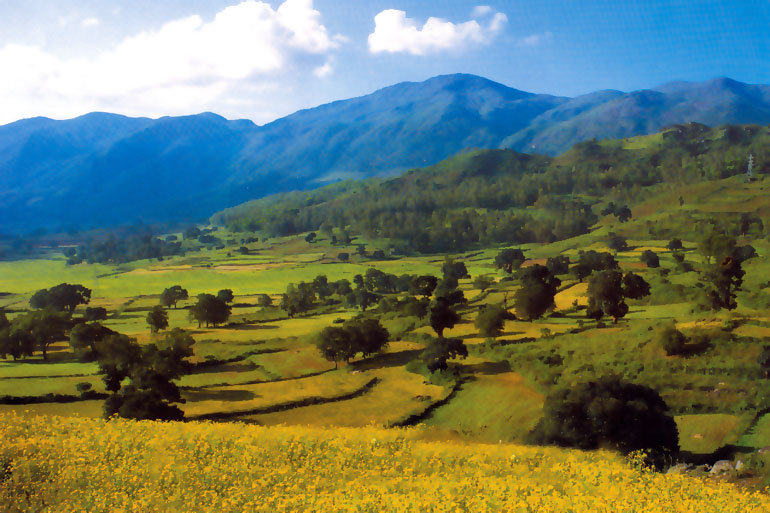
Landschaft im Araku Valley, Andhra Pradesh
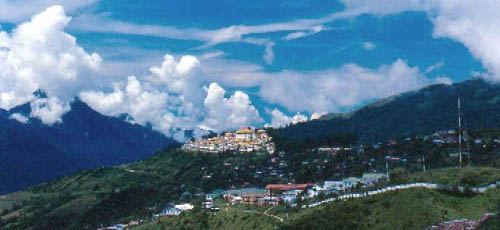
Tawang, Arunachal Pradesh
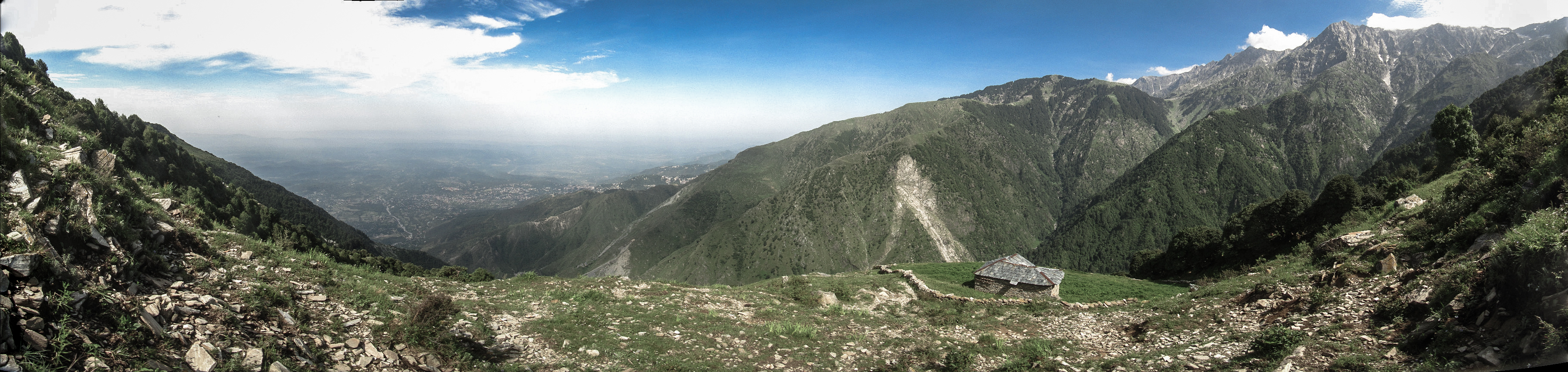
Berglandschaft bei Dharamsala, Himachal Pradesh
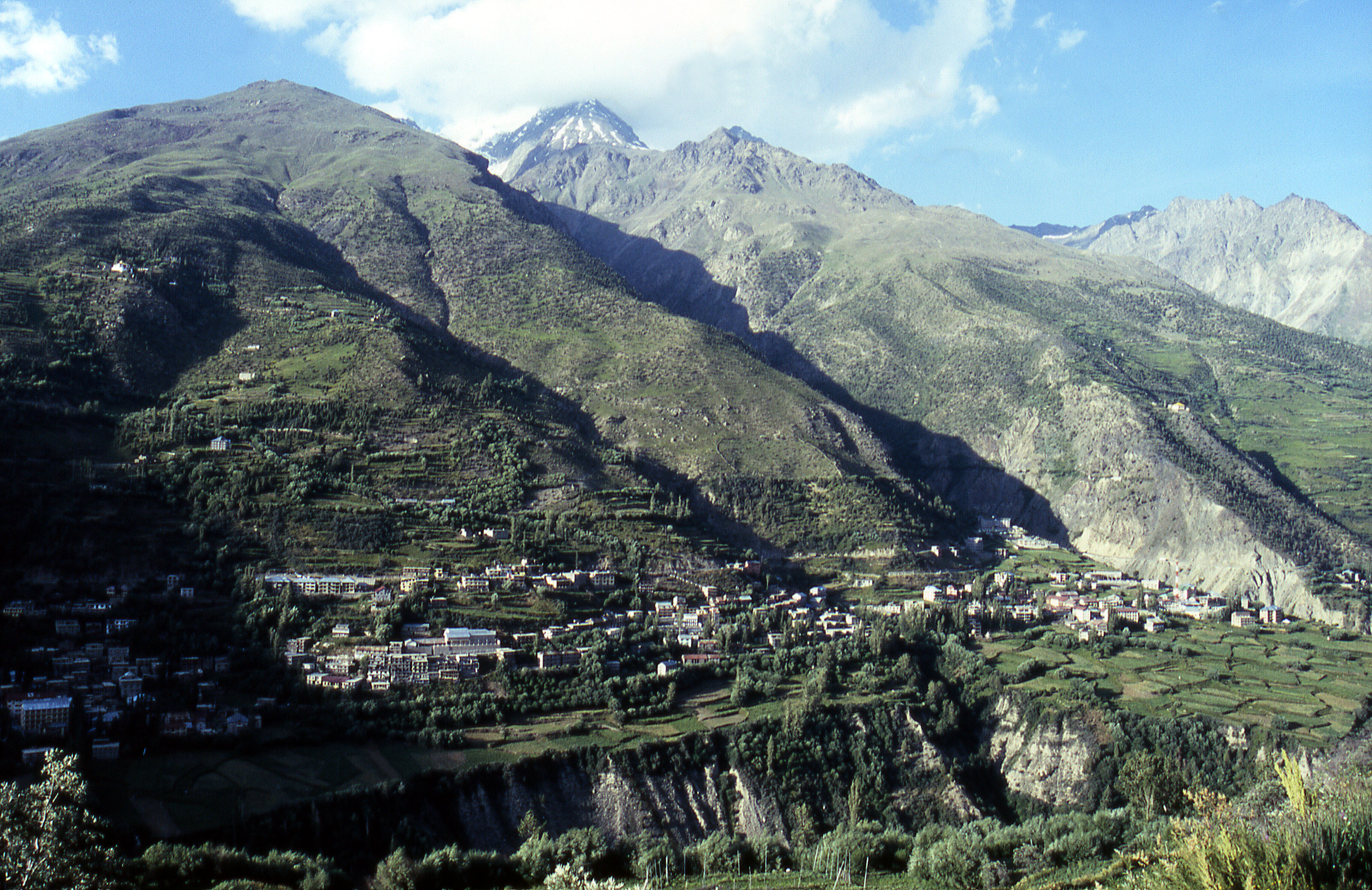
Landschaft bei Keylong, Himachal Pradesh
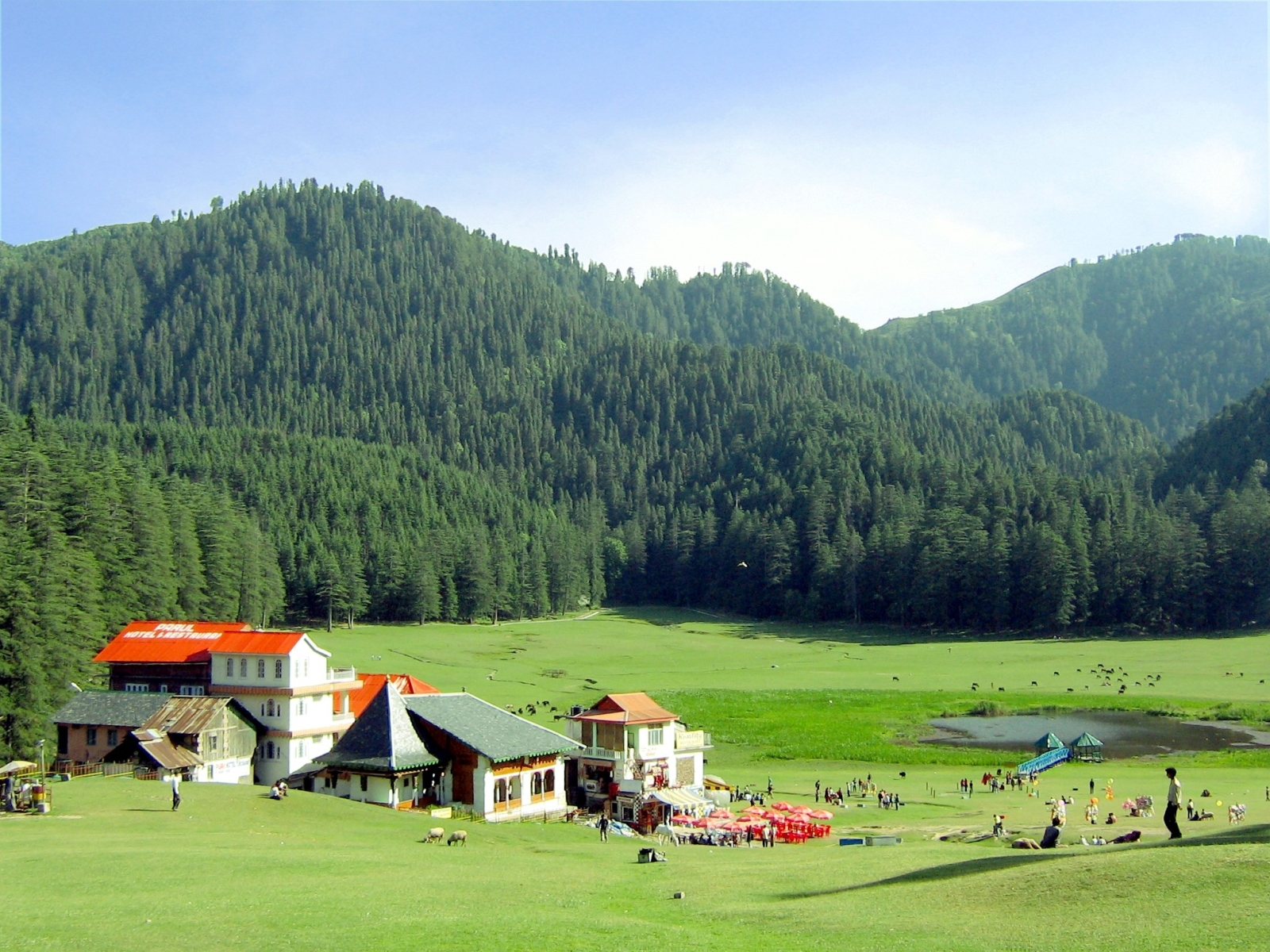
Khajjiar, Himachal Pradesh
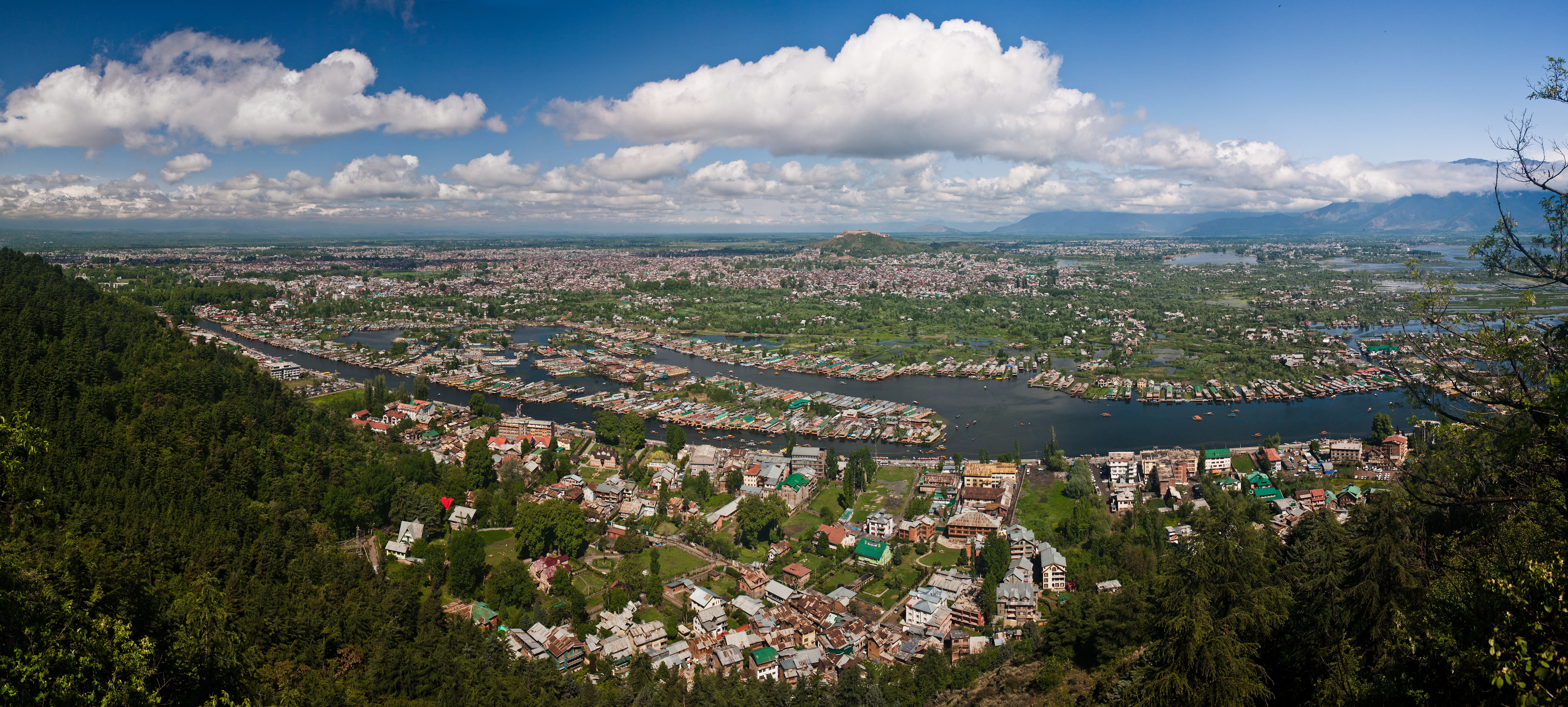
Srinagar, Jammu und Kashmir (Unionsterritorium)
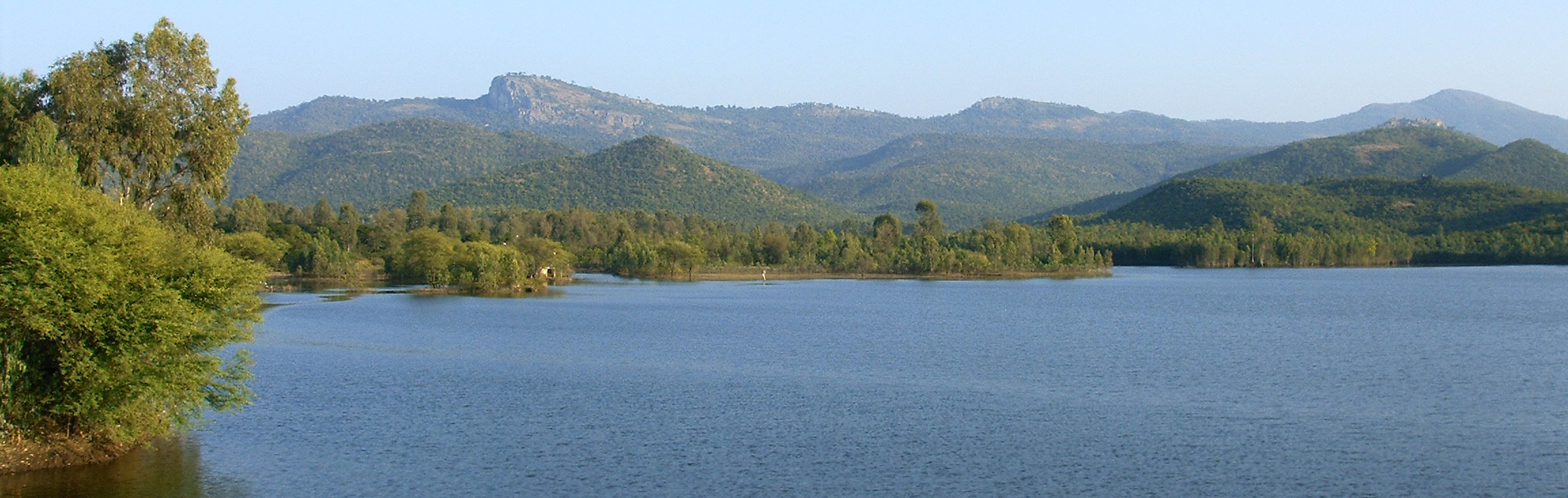
Biligiriranga Hills, Karnataka
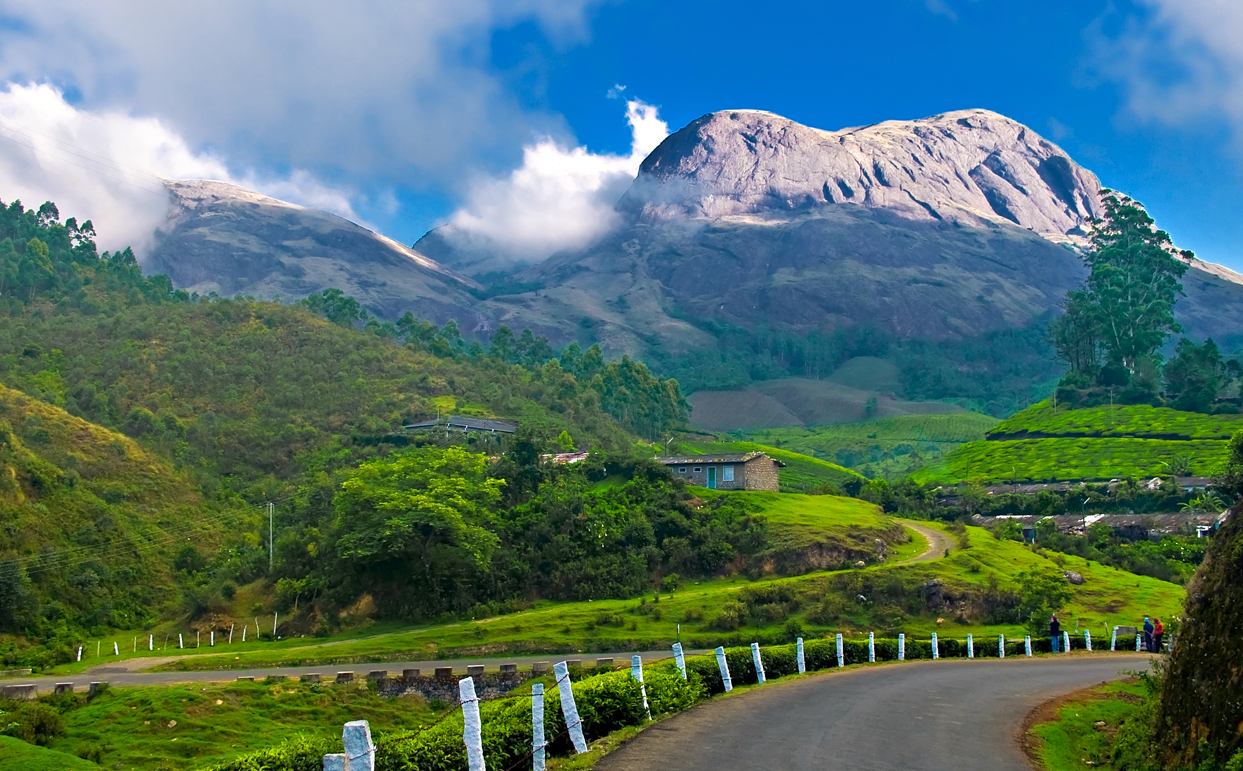
Landschaft bei Munnar, Kerala
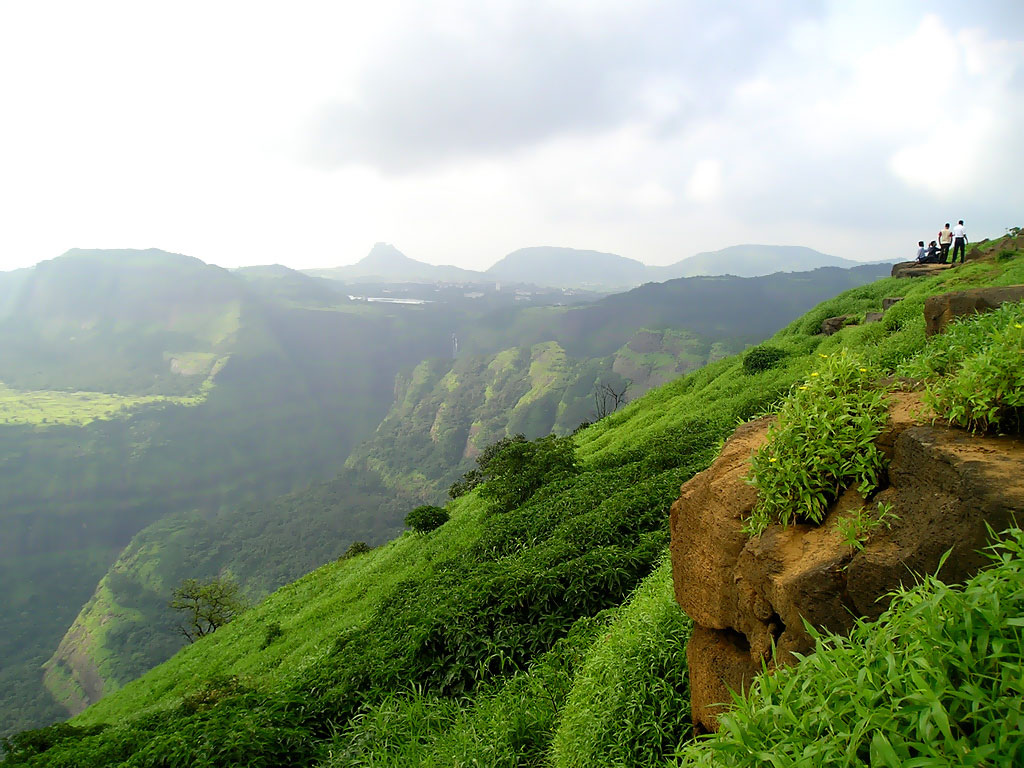
Westghats bei Lonavla, Maharashtra
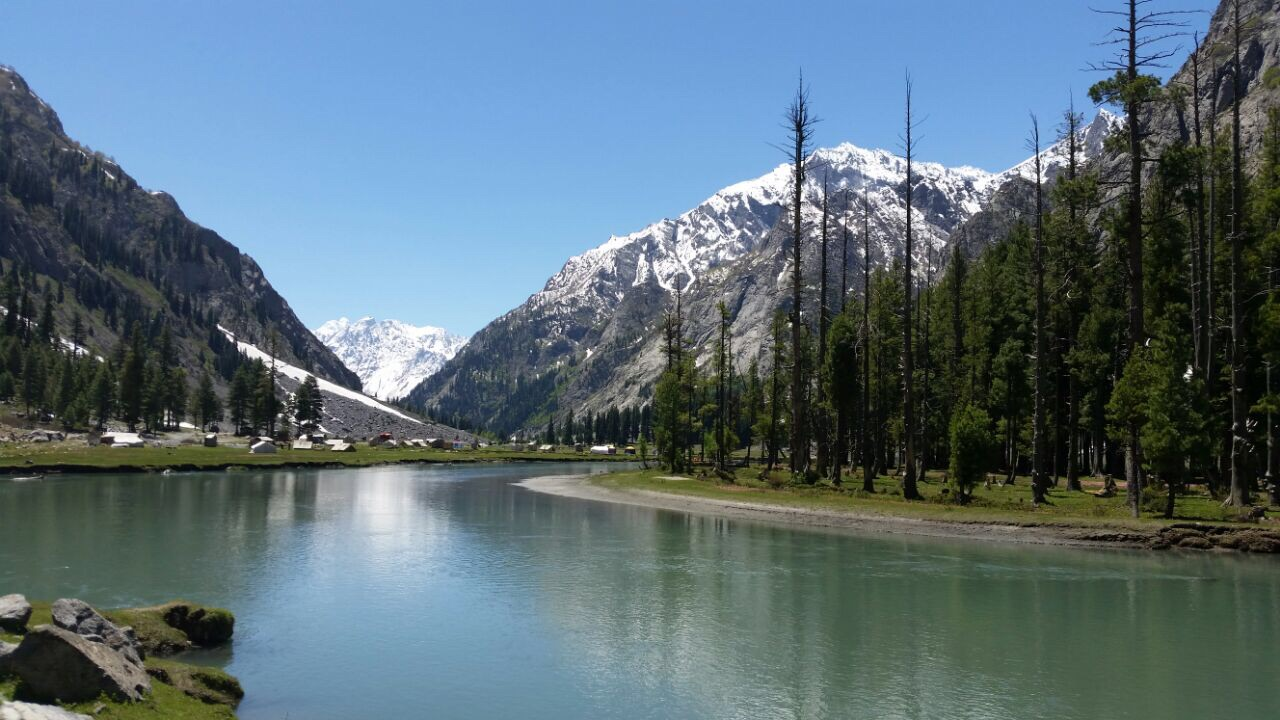
Mahodand-Lake im Kalam-Tal, Pakistan
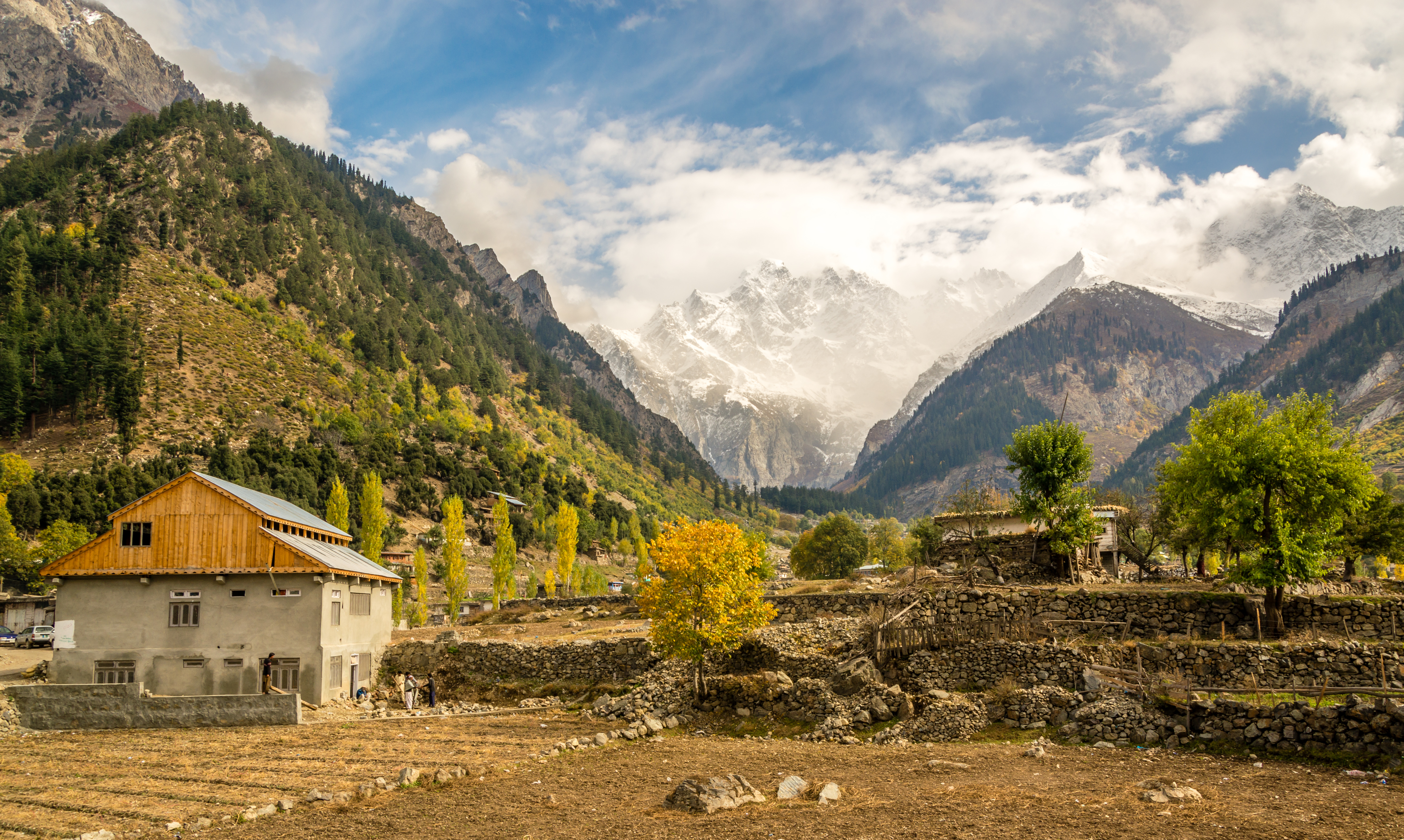
Matiltan im Kalam-Tal, Pakistan

## Liste der Hill Stations in Pakistan

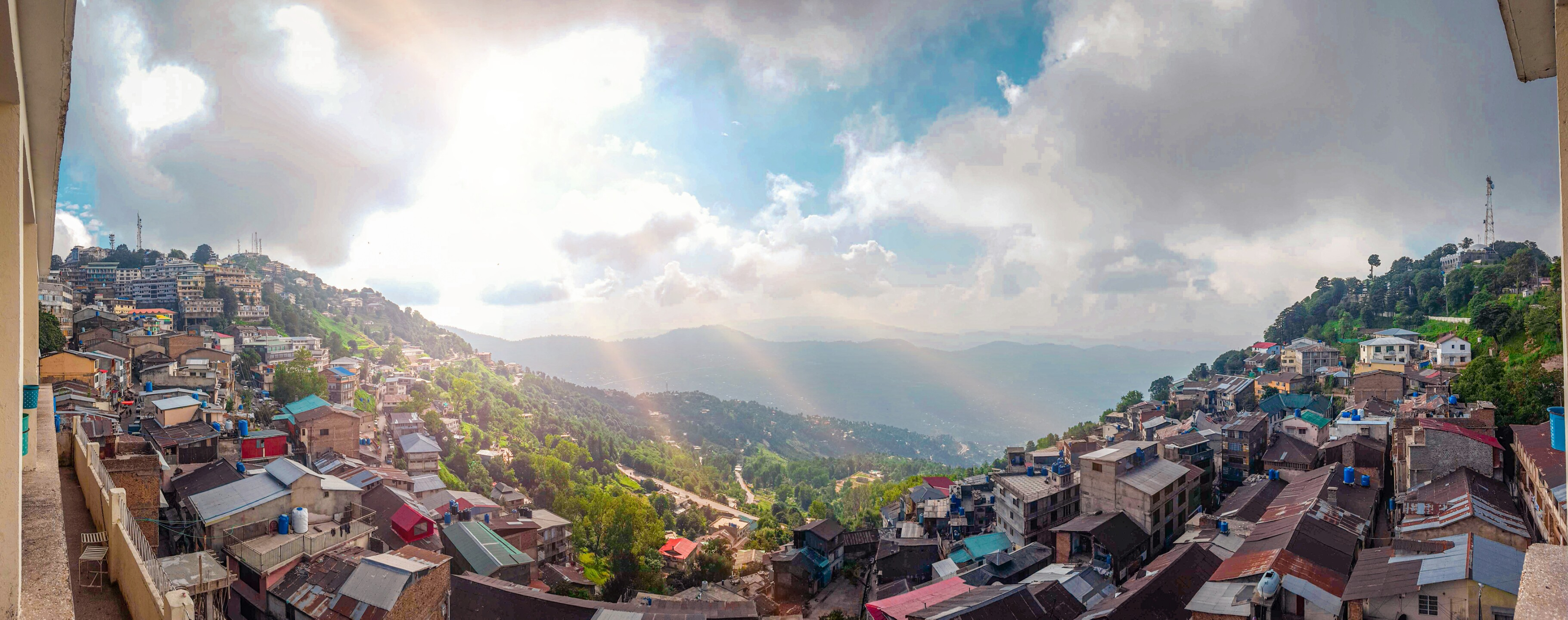
Murree

| Asad Kaschmir - Muzaffarabad - Neelum - Toli Pir Belutschistan - Ziarat Gilgit-Baltistan - Gilgit - Hunza-Tal - Skardu | Khyber Pakhtunkhwa - Abbottabad - Ayubia - Behrain - Chitral - Galyat - Kaghan-Tal - Kalam-Tal - Malam Jabba - Samana - Shogran - Thandiani | Punjab - Bhurban - Fort Munro - Murree - Patriata Sindh - Gorakh Hill |

## Situation außerhalb des indischen Subkontinents
Hill Stations sind nicht ausschließlich auf Asien beschränkt, sondern finden sich auch in anderen Weltregionen. In Afrika zählen hierzu unter anderem Antsirabe in Madagaskar, Ifrane in Marokko, Jos in Nigeria sowie Fort Portal in Uganda. In Amerika sind entsprechende Höhenlagenorte beispielsweise in Brasilien, Costa Rica und den Vereinigten Staaten zu finden. Auch Australien verfügt über vergleichbare Siedlungen in höher gelegenen Gebieten.